# Kromasan
Kromasan is een bestuurslaag in het regentschap Tulungagung van de provincie Oost-Java, Indonesië. Kromasan telt 3365 inwoners (volkstelling 2010).